# Òscar Pujol Riembau
Òscar Pujol Riembau (l'Arboç, 1959) és doctor en Filologia i Filosofia del sànscrit per la Banaras Hindu University. Ha redactat el primer Diccionari Sànscrit-Català així com diversos llibres i traduccions del sànscrit al català i al castellà. Va participar en la creació de Casa Àsia com a Director de Programes Educatius (2002-2007).
El 1979 va viatjar per primera vegada a l'Índia amb Mercè Escrich amb qui més tard es casaria. Fruit d'aquest viatge li va sorgir l'interès per la cultura i les llengües d'aquest país.
El 1986 va obtenir una beca del programa d'intercanvi Espanya-Índia i es va traslladar a viure a l'Índia, més concretament a Benarés, país on ha viscut durant 22 anys i on va néixer el seu fill Vasant Pujol. S'hi llicencià en filologia sànscrita i més tard es doctorà per la Banaras Hindu University (1999) amb la tesi The Samarthapada of the Tantrapradipa, tot estudiant amb erudits tradicionals.
El 1993 va iniciar, com a professor, els estudis de Diploma de llengua espanyola del Departament de Llengües Estrangeres a la mateixa universitat on es llicencià. I puntualment ha estat professor convidat de la Universitat de les Illes Balears, de la Universitat de Barcelona i d'altres universitats tant a l'àmbit espanyol com internacional.
Ha promogut la signatura de convenis de col·laboració acadèmica i cultural entre institucions espanyoles i índies. El 2000, amb el finançament de l'Ambaixada d'Espanya de Nova Delhi, va crear el Centro Español de Documentación Sánscrita, Sanskrita-vani. El 2007 va crear l'Institut Cervantes a Nova Delhi i el va dirigir fins al 2012.
Ha traduït diversos llibres del sànscrit al castellà i al català. De la seva bibliografia cal destacar el diccionari sànscrit-català, per la seva creació hi va invertit dotze anys. És el primer diccionari sànscrit-català, així com el primer en una llengua hispànica. La importància d'aquest treball és a l'actualització de la lexicografia sànscrita, ja que és el primer diccionari sànscrit que inclou la doble etimologia: tant la tradicional dels gramàtics sànscrits, com la de la lingüística comparada occidental. A part de facilitar el significat en català de les paraules sànscrites, també ofereix explicacions més àmplies per facilitar el coneixement de la cultura hindú.

## Altres publicacions[calcitació]
- Los cincuenta poemas del amor furtivo (1989)
- El nacimiento del hombre poesía (1991)
- Chandogya, Kena, Taittiriya (1992)
- Himno a la Tierra (2001)
- La sabiduría del bosque. Antología de las principales upanisads. Amb la col·laboració de Félix Ilárraz (2003)
- Rasa: el placer estético en la tradición india (2006)
- Yogasūtra. Els aforismes del ioga (2015). Traduït per primera vegada directament al català.

Ha editat el llibre de Rafael Argullol i Vidya Nivas Mishra Del Ganges al Mediterráneo. Un diálogo entre las culturas de India y Europa. I és editor adjunt del butlletí semestral d'investigació Parana, publicat pel Departament d'Estudis Purànics del All India Kashiraj Trust, Ramnagar.